# Robert IV (delfí d'Alvèrnia)
Robert IV (~1150 - 1234) delfí d'Alvèrnia fou comte d'Alvèrnia i de Clarmont a la mort del seu pare, vers 1169, tenint en apanatge els castells d'Herment i de Vodable, i les senyories de Suire, Chamalières, Montronhon, Plauzat, Champeix, Cròc, Aurières, Neschers, Chanonat, Chauriat i Rochefort. Les diferents terres van prendre el nom de Delfinat d'Alvèrnia. El 1199, el seu segell representa un dofí, amb la menció Sigillum Delphini.

## Vida
Era fill de Guillem VIII d'Alvèrnia, formalment comte d'Alvèrnia (equivalent després a delfí d'Alvèrnia i comte de Clarmont), i Marquesina d'Albon. Es va casar amb Guilhemeta de Comborn, comtessa de Montferrand, filla d'Arquimbald VI, vescomte de Comborn, i de Jordana de Périgord. Van tenir quatre infants:
- Guilhem o Guillem
- Hug (esmentat el 1222)
- Delfina (Blanca? casada a Guerí II o Ponç de Chateneuf vers 1180)
- Maria casada amb Bernat I de la Tour (+1253)

Va succeir al seu pare el 1169 quan era jove però no menor. El 1195 es va aliar a Guiu II d'Alvèrnia contra el rei de França i aquest en revenja li va arrabassar Issoire i altres llocs i els seus drets a la ciutat de Clarmont d'Alvèrnia. Robert va haver de recórrer a la clemència del rei i per tractat del 30 de setembre de 1199 es va reconèixer el seu vassall i li va prometre obediència i fidelitat, i s'encomanava a la seva clemència per recuperar les places arrabassades. En una donació del 1215 apareix com "Ego Robertus dictus Delphinus". El 1225 va vendre les terres que tenia al Delfinat del Vienès, Voreppe i Varacieu, que venien de l'herència de la seva mare Marquesina d'Albon. El 1229 amb un nou tractat amb el rei, aquest li retornava algunes terres que havia posat sota custòdia temporal d'Arquimbald IX de Borbó el que podria suposar que havia seguit ajudant a Guillem XI d'Alvèrnia fill de Guiu II, contra el rei.
Va morir el 22 de març de 1234, després de 65 anys de regnat i quan tenia més de 80 anys.

## Mecenes i trobador
Fou conegut pel seu amor a les arts, essent ell mateix trobador ocasional i conegut a Occitània amb el nom del bons Dalfins d'Alvernhe. Molts trobadors van treballar a la seva cort: Peirol, Perdigon, Peire de Maensac, Gaucelm Faidit, Uc de Saint-Circ. El seu cosí, Robert, bisbe de Clermont, de la mateixa manera que Ricard Cor de Lleó, van intercanviar versos eròtics amb ell.